# La morte di Chatterton
La morte di Chatterton è un olio su tela del pittore appartenente alla confraternita dei preraffaeliti Henry Wallis, che si trova oggi alla Tate Britain di Londra la quale lo detiene dal 1899. Due versioni più piccole, schizzi o repliche dell'originale, sono conservati al Birmingham Museum and Art Gallery e allo Yale Center for British Art. Il dipinto è stato completato nel 1856.

## Descrizione

Versione Birmingham.

Il soggetto del quadro è il poeta inglese diciassettenne Thomas Chatterton, uno dei precursori della letteratura romantica, raffigurato sdraiato morto sul letto dopo essersi avvelenato con l'arsenico nel 1770. Thomas è stato considerato il prototipo dell'eroe romantico per molti giovani della sua generazione e di quella successiva a cui apparteneva anche Wallis.
Il suo metodo e stile rivelano qui l'importanza del suo collegamento col movimento preraffaelita, dai colori vivaci all'attenta costruzione e ai dettagli simbolici presenti. L'artista ha utilizzato una combinazione di colori audaci abbinata ad una tonalità di sfondo che fa da contrasto, sfruttando la luce naturale che entra dalla finestra parzialmente aperta della soffitta per poter così realizzare uno dei suoi stili più amati, il chiaroscuro.
Wallis ha dipinto il quadro nella camera di un amico situata a Gray's Inn, con la cattedrale di San Paolo (Londra) visibile sulla linea dell'orizzonte attraverso la finestra; è stata probabilmente una coincidenza che questa posizione fosse vicina al sottotetto in Brooke Street dove il ragazzo morì 86 anni prima. Il modello utilizzato è stato il giovane George Meredith, futuro romanziere e poeta inglese dell'era vittoriana.

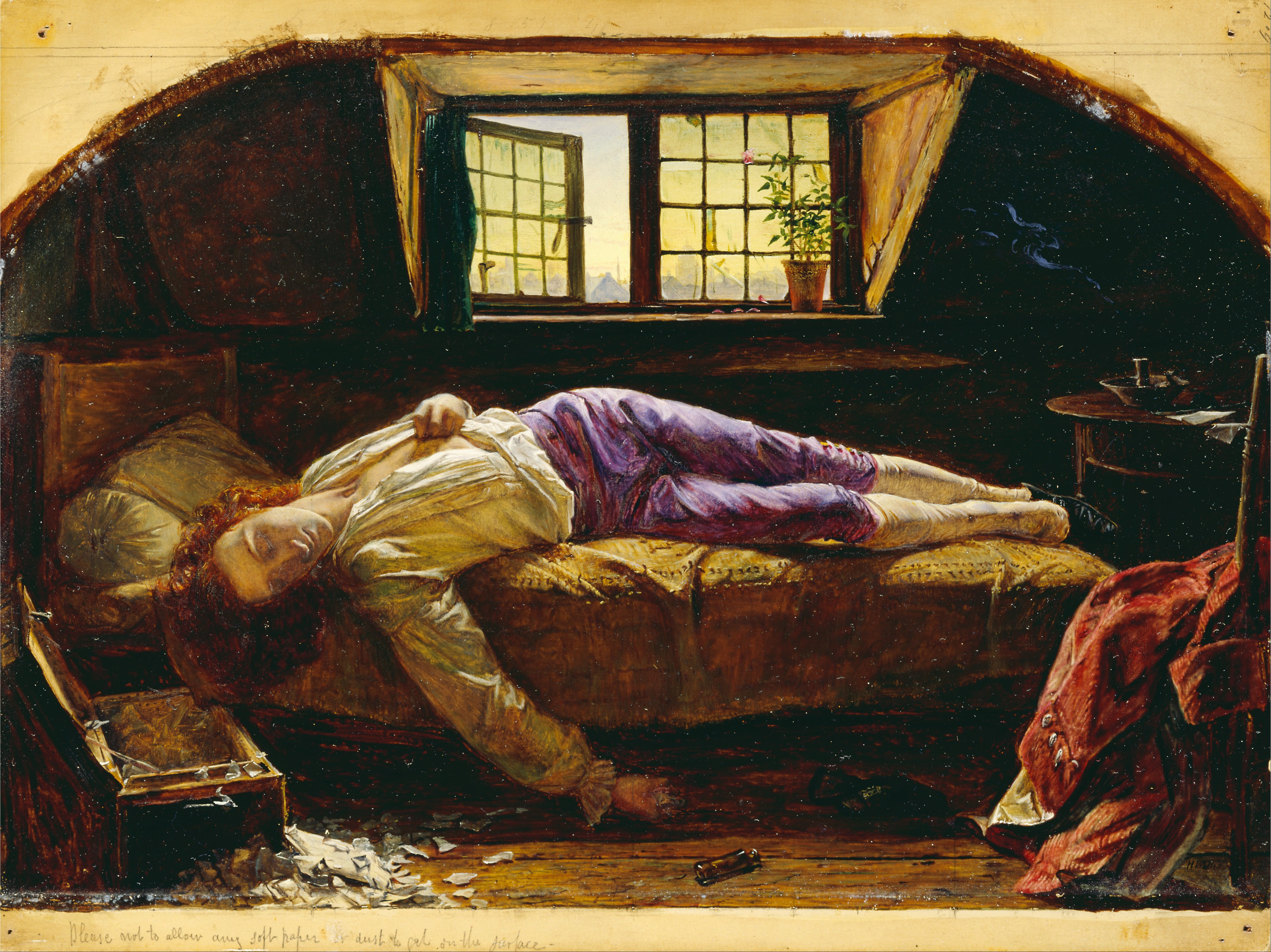
Versione Yale.

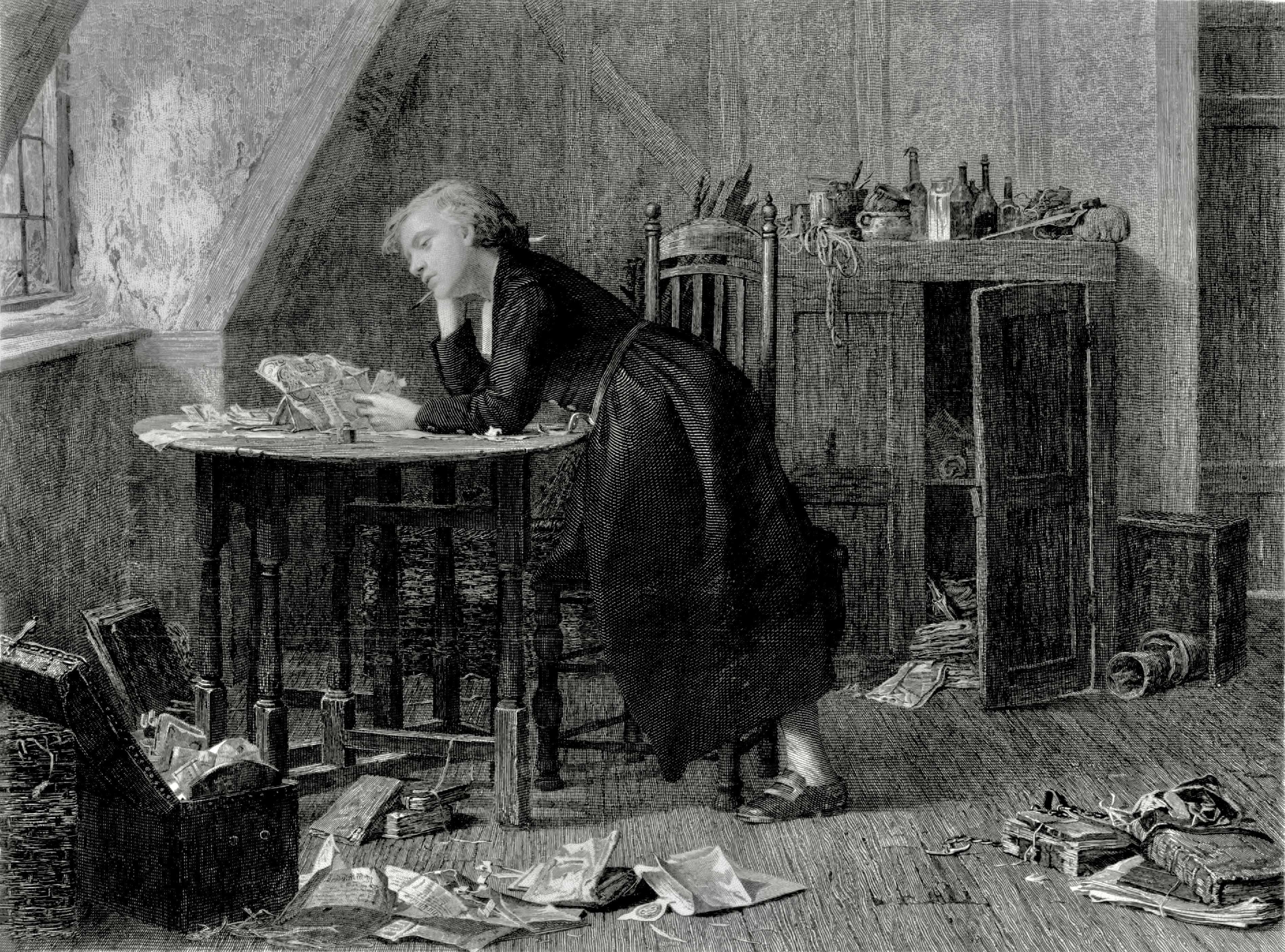
Chatterton's Holiday Afternoon. Incisione di William Ridgway tratta da un dipinto di W.B. Morris (1872-75).

## Storia e successo
Questo è stato il primo lavoro fatto esporre in una mostra dal pittore all'esibizione estiva della Royal Academy del 1856 con, incisa sul telaio una citazione tratta da La tragica storia del Dottor Faust di Christopher Marlowe: "Cut is the branch that might have grown full straight, / And burned is Apollo's laurel bough". L'opera è stata un successo immediato, con John Ruskin che la descrive come esser "impeccabile e meravigliosa"; essa ha attirato folle di visitatori all "Art Treasures Exhibition" di Manchester del 1857 ed è stata anche esposta a Dublino due anni dopo: rappresenta anche uno dei più popolari dipinti dell'epoca vittoriana riprodotti in forma di stampe.
Wallis ha venduto quasi immediatamente il dipinto al collega artista Augustus Egg, concedendogli il diritto di effettuare riproduzioni tramite incisione; la tela è divenuta anche oggetto di un procedimento giudiziario dopo che un fotografo dublinese, James Robinson, la ricreò come tableau vivant per vendere poi le immagini della scena.
Vi sono poi, come detto, anche due versioni più piccole; le repliche, di cui una ad olio su pannello, che misurano 17 x 25 cm e 22 x 30 cm: questa seconda è stata venduta da Christie's nel 1875 al barone Albert di Grant e poi nel 1877 a William Kendrick, che lo donò infine alla galleria di Birmingham nel 1918.